# Azuriet

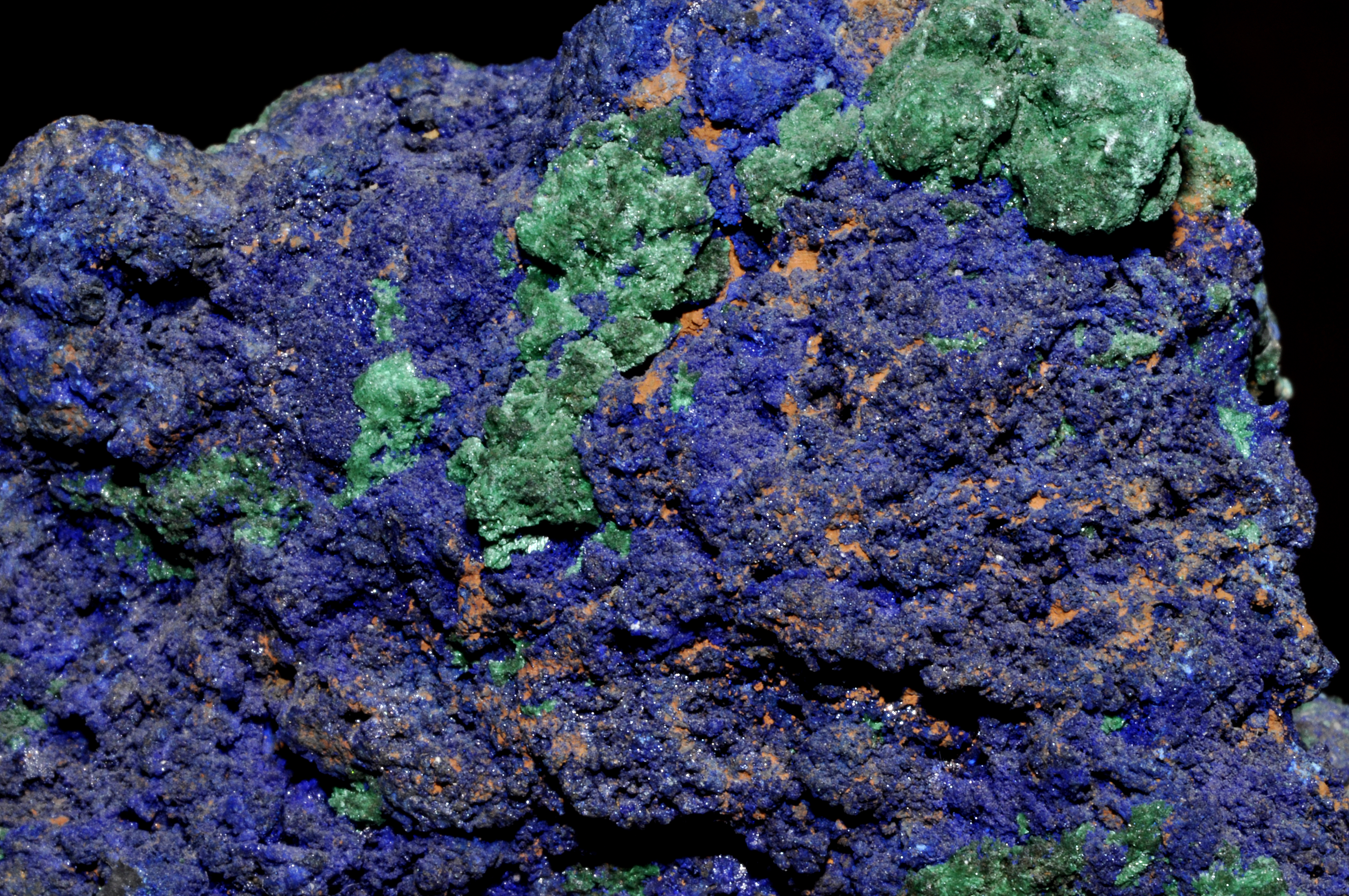
Het blauwe azuriet en het groene malachiet werden beide als pigment gebruikt.

Het mineraal azuriet is een verbinding van koper(II)-ionen, carbonaat-ionen, en hydroxide-ionen, met de verhoudingsformule Cu3(CO3)2(OH)2.
De naam azuriet is afgeleid van het Perzische lazhward, dat blauw betekent. Dit werd in het Latijn lazurium en daarna azurium of azurium citramarinum. De namen voor kleuren blauw in veel Romaanse talen zijn hieruit afgeleid. Een andere Latijnse naam, die we bij Plinius de Oudere aantreffen, is lapis armenius.
Het doorzichtig tot doorschijnende typisch azuurblauwe azuriet heeft een lichtblauwe streepkleur, een glasglans en is helderblauw tot donkerpaars pleochroïsch. Het kristalstelsel is monoklien, de massadichtheid is 3,83 kg/dm3 en de hardheid is 3,5 tot 4. Azuriet is niet radioactief.
Azuriet komt algemeen voor en voornamelijk in de geoxideerde delen van koperafzettingen of als secundair mineraal in carbonaat-rijk water. Het wordt ook gevormd als koperhoudende oplossingen met kalksteen reageren. Een andere naam is chessyliet met typelocatie Chessy-les-Mines in Auvergne-Rhône-Alpes in Frankrijk.

## Geschiedenis
Azuriet wordt reeds eeuwen gebruikt als een blauw pigment. De gevonden natuurlijke kristallen werden daartoe vermalen, gewassen en gezeefd. Hoe zwaarder de maling des te donkerder het pigment wordt. Er zijn al uit het oude Egypte toepassingen van bekend. Het gebruik in het Westen bleef incidenteel, tot in de vroege middeleeuwen de kennis over de productiewijze van Egyptisch blauw verloren ging. Toen de welvaart in de latere middeleeuwen weer toenam, drong uit China via Perzië de gewoonte door om als blauw pigment azuriet toe te passen. Het was vroeger bekend als Azurro Della Magna, uit het Italiaans, en in het Duits heette het ook Bergblau; in het Nederlands bergblauw, azuurblauw of koperlazuur.
Azuriet was het normale blauwe pigment in de olieverftechniek tussen de vijftiende en zeventiende eeuw. Met lijnolie gemengd, wordt het meer groenig. Wanneer het met eierdooier wordt gemengd, voor tempera, wordt het meer grijsgroen. Azuriet werd vaak gemengd met loodtingeel om een goed dekkend groen te verkrijgen. Azuriet zelf is halfdekkend en kan in glacerende lagen worden gebruikt. Het is kalkbestendig maar gevoelig voor zuren. Het is lichtecht, maar het kan wel gebeuren dat het door oxidatie spontaan in het groene malachiet wordt omgezet en ook een omzetting in het zwarte tenoriet is theoretisch mogelijk. Het gevaar voor verkleuring is het grootst bij olieverf door een reactie met de vetzuren waardoor een koperoleaat ontstaat. Daarbij kleurt soms het bindmiddel of een toegevoegde hars zwart. Als poeder is azuriet licht giftig.
Azuriet was als pigment nogal duur maar toch zo'n tienmaal goedkoper dan ultramarijn. Dit kon schilders ertoe verleiden hun klanten op te lichten door heimelijk azuriet in plaats van ultramarijn in de schildering toe te passen, een bedrog dat door verschillende schildersgilden expliciet werd verboden. Omgekeerd kon het ook gebeuren dat een opdrachtgever, als de materiaalkosten pas achteraf zouden worden verrekend, bedong dat het goedkopere azuriet in plaats van ultramarijn werd gebruikt. Men slaagde er in de zeventiende eeuw in het pigment synthetisch aan te maken door koperzouten op te lossen in salpeterzuur, te laten neerslaan door toevoeging van calciumoxide en te laten reageren met calciumcarbonaat. De kosten ervan namen daardoor aanzienlijk af. In de achttiende eeuw werd azuriet als pigment snel verdrongen door het nog goedkopere Pruisisch blauw dat een gelijkende tint had met een zweem naar cyaan.
Azuriet wordt tegenwoordig vaak in sieraden gebruikt en is een geliefd mineraal bij verzamelaars.

## Websites
- Azurite Mineral Data.
- mindat.org. Azurite.

## Lijsten
- Lijst van koperertsen
- Lijst van mineralen